# إيغور بوبوفيتش
إيغور بوبوفيتش هو لاعب كرة قدم صربي في مركز الدفاع، ولد في 10 أغسطس 1983 في سوبتيتسا في صربيا. لعب مع بولتيهنيكا تيميسوارا وسبارتاك سوبتيتسا ونادي أو إف كيه بيوغراد.